# Parafia Trójcy Świętej w Nowym Korczynie
Parafia Trójcy Świętej – parafia rzymskokatolicka w Nowym Korczynie. Erygowana w XVI wieku. Należy do dekanatu nowokorczyńskiego diecezji kieleckiej. Mieści się przy ulicy Franciszkańskiej.

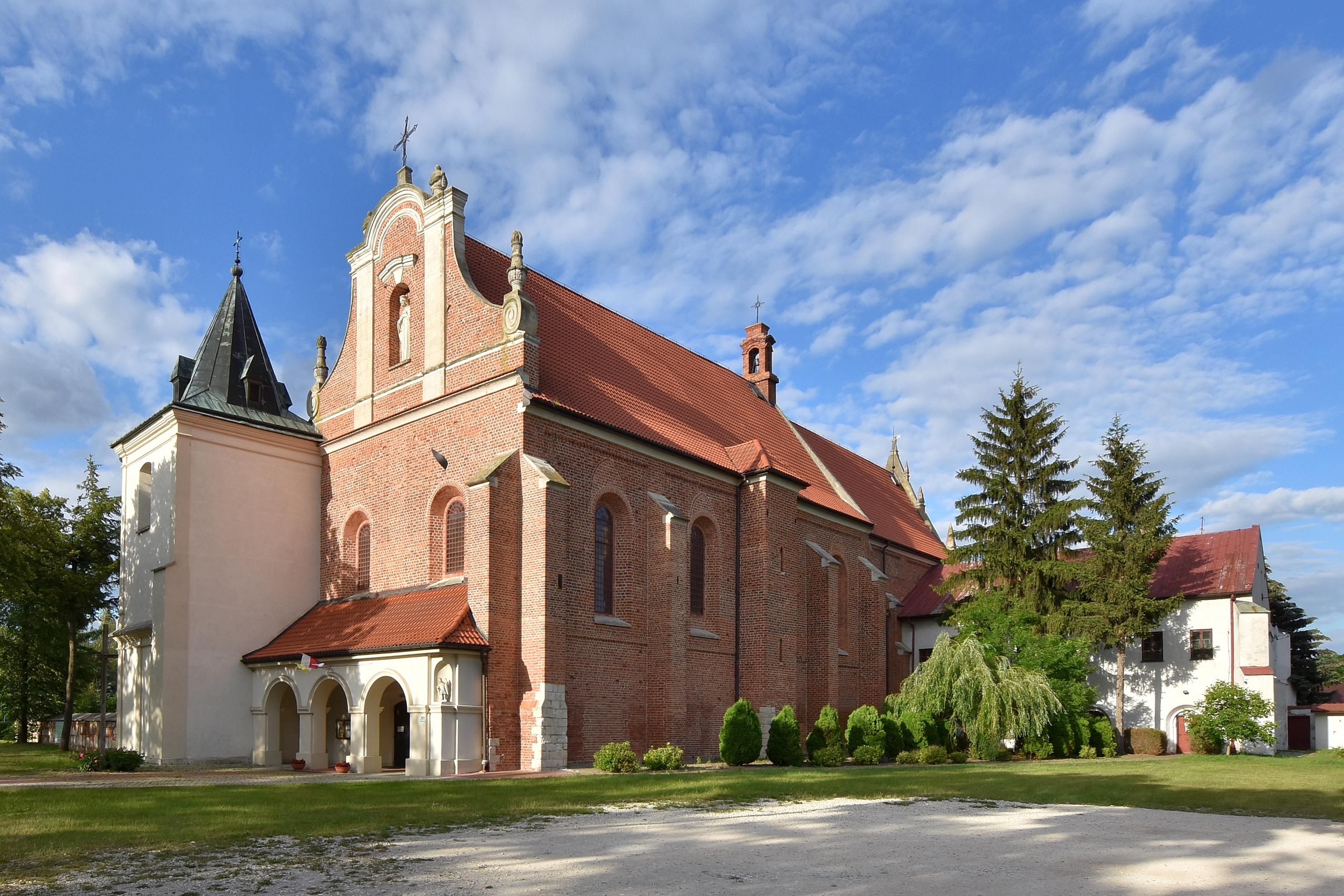
Kościół filialny św. Stanisława w Nowym Korczynie